# 안동 하리동 모전삼층석탑
안동 하리동 모전삼층석탑(安東 下里洞 模塼三層石塔)은 경상북도 안동시 풍산읍 하리동에 있는 모전석탑이다. 1979년 1월 25일 경상북도의 유형문화재 제107호로 지정되었다.

## 개요
땅 속에 묻힌 기단부(基壇部) 위로, 3층의 탑신(塔身)을 올린 탑이다.
탑신의 각 몸돌에는 모서리마다 기둥 모양을 새겼다. 두툼한 지붕돌은 밑면에 1층은 4단, 2·3층은 3단의 받침을 두었는데, 2 ·3층 몸돌 위에 지붕돌을 받치는 1단의 괴임을 만들어 겉에서 보면 지붕돌받침이 4단처럼 보이게 하고 있어 독특한 표현이다.
통일신라 전성기의 석탑에 비해 지붕돌이 두꺼워지고 받침의 수가 줄어들고 있어 고려시대에 세운 것으로 보인다. 또한 석탑의 구조가 이 지방 특유의 석탑양식을 갖추고 있어 석탑 연구에 좋은 자료가 되고 있다.

## 참고 자료
- 안동하리동모전삼층석탑 - 국가유산청 국가유산포털